# 相生山駅
相生山駅（あいおいやまえき）は、愛知県名古屋市緑区相川3丁目にある名古屋市営地下鉄桜通線の駅である。駅番号はS19。駅のテーマカラーは露草■である。

## 歴史
- 2010年（平成22年）5月17日：駅名を決定する[3]。
- 2011年（平成23年）3月27日：開業する[4]。

## 駅構造
島式ホーム1面2線を有する地下駅で可動式ホーム柵が設置されている。ホームは20m車6両編成まで対応しており、可動式ホーム柵が設置されている。出入口は2箇所あり、いずれもエレベーターが設置されている。当駅は丘陵地に位置しているためにホームは深いところに位置しており、約20mの深さにある。
当駅は、桜通線駅務区今池管区駅が管轄している。
駅業務は開業以来日本通運に委託されている。

### のりば
| ホーム | 路線   | 行先                     |
| ------ | ------ | ------------------------ |
| 1      | 桜通線 | 徳重方面                 |
| 2      | 桜通線 | 今池・名古屋・太閤通方面 |

## 利用状況
2019年（令和元年）度の乗車人員は1,622,331人で、1日平均乗車人員は4,433人である。
開業以降の年度別乗車人員の推移は下表のとおりである。
| 年度               | 乗車人員 | 乗車人員  |
| 年度               | 1日平均  | 年度毎    |
| ------------------ | -------- | --------- |
| 2010年（平成22年） | 3,593    | 17,965    |
| 2011年（平成23年） | 3,373    | 1,234,557 |
| 2012年（平成24年） | 3,673    | 1,340,774 |
| 2013年（平成25年） | 3,821    | 1,394,769 |
| 2014年（平成26年） | 3,917    | 1,429,578 |
| 2015年（平成27年） | 4,020    | 1,471,387 |
| 2016年（平成28年） | 4,196    | 1,531,699 |
| 2017年（平成29年） | 4,331    | 1,580,644 |
| 2018年（平成30年） | 4,375    | 1,596,811 |
| 2019年（令和元年） | 4,433    | 1,622,331 |

## 駅周辺
この駅自体は緑区に所在するが、駅北側は天白区である。周辺は概ね丘陵地に沿った住宅地である。

### 周辺の施設
- 相生山
- 戸笠公園
- UR都市機構相生山団地
- 豊田工業大学
- 名古屋市立戸笠小学校
- 名古屋市立相生小学校
- あけの星幼稚園
- あいち銀行鳴子支店
- 三菱UFJ銀行鳴子支店
- 東海通（名古屋市道東海橋線）

### バス路線
最寄りのバス停は、名古屋市営バスの地下鉄相生山である。付近を通るバスの大半は隣の鳴子北駅を経由するため、当駅を経由する系統は少ない。
地下鉄開業前は戸笠小学校という名称であった。
- 幹原1：地下鉄原 - 地下鉄相生山 - 相生山住宅・島田一ツ山・地下鉄原
- 相生11：島田住宅 - 地下鉄相生山 - 大清水

## 隣の駅
名古屋市交通局
 桜通線
鳴子北駅 (S18) - 相生山駅 (S19) - 神沢駅 (S20)